# Forêt de Grand Étang
La forêt de Grand Étang est une forêt française de l'île de La Réunion, département d'outre-mer dans le sud-ouest de l'océan Indien. Elle est située dans les Hauts de l'Est, à cheval sur les territoires des communes de La Plaine-des-Palmistes et de Saint-Benoît, et au sein du parc national de La Réunion. Elle est bordée au nord par le Grand Étang, au sud et à l'est par la ravine Sèche où se déverse toutes les eaux de ruissellement issues du massif des Mornes de l'Étang et à l'ouest par le plateau de l'Îlet Patience. Il s'agit d'une forêt départementalo-domaniale d'une superficie de 609 hectares. 

## Description
La forêt englobe tout le massif des Mornes de l'Étang, un des plus vieux massifs volcaniques de La Réunion, créé par la phase éruptive II du Piton des Neiges, dont le point culminant se trouve à 1 217 mètres d'altitude. Elle est traversée par un sentier de randonnée permettant d'atteindre un point de vue sur Grand Étang après deux heures de marche. Elle est parcourue par une multitude de cours d'eau (le principal est la ravine Galets), dont la plupart sont non pérennes, qui entaillent le massif et continuent lentement le travail d'érosion déjà très avancé.
La forêt est classée en grande partie en zone naturelle d'intérêt écologique, faunistique et floristique de type 1 (ZNIEFF des Mornes de l’Étang, identifiant national : 040030037 ).